# Komisja Standaryzacji Nazw Geograficznych poza Granicami Rzeczypospolitej Polskiej
Komisja Standaryzacji Nazw Geograficznych poza Granicami Rzeczypospolitej Polskiej (KSNG) – komisja odpowiedzialna za ustalanie polskich nazw geograficznych świata (egzonimów) oraz za reprezentowanie Polski w kwestiach nazewnictwa geograficznego na arenie międzynarodowej.

## Działalność
Zgodnie z rozporządzeniem Ministra Spraw Wewnętrznych i Administracji do zakresu działania KSNG należy:
- opiniowanie wniosków w sprawie ustalenia oryginalnego brzmienia i pisowni nazw obiektów geograficznych, położonych poza granicami Polski;
- opracowywanie wykazów nazw obiektów geograficznych, położonych poza granicami Polski;
- opracowywanie urzędowych wykazów polskich nazw obiektów geograficznych, położonych poza granicami Polski (egzonimów);
- opiniowanie publikacji i wydawnictw z zakresu nazewnictwa geograficznego obiektów, położonych poza granicami Polski;
- ustalanie zasad latynizacji nazw obiektów geograficznych, zapisywanych oryginalnie niełacińskimi systemami pisma;
- proponowanie do użytku międzynarodowego obcojęzycznych form nazw ważniejszych obiektów geograficznych, położonych na terytorium Polski;
- współdziałanie z organizacjami międzynarodowymi i odpowiednimi organami innych państw, zajmującymi się problematyką standaryzacji nazw geograficznych;
- reprezentowanie Polski na konferencjach i spotkaniach międzynarodowych, poświęconych problematyce standaryzacji nazw geograficznych.

Polskie egzonimy, ustalone przez Komisję, są jedynymi poprawnymi formami nazw geograficznych obiektów, leżących poza granicami Polski, zalecanymi do powszechnego użytku, ale obowiązek ich stosowania nałożony jest tylko na podmioty wykonujące w Polsce zadania publiczne. Poprawne formy egzonimów zostały opublikowane w latach 1994–1996 w czterech zeszytach, a bieżące w nich zmiany zamieszczane są na internetowej stronie Komisji. Dotychczas Komisja ustaliła brzmienie ponad 7000 polskich egzonimów. Dodatkowo od roku 2004 Komisja publikuje zeszyty „Nazewnictwa Geograficznego Świata”, zawierające nie tylko nazwy obiektów posiadających polskie egzonimy, ale też i nazwy innych ważniejszych obiektów poszczególnych państw.
Ważną działalnością Komisji jest ustalanie polskich nazw państw (w wersji skróconej i oficjalnej, np. Francja i Republika Francuska) i ich stolic, a ustalenia te publikowane są w Urzędowym Wykazie Nazw Państw i Terytoriów Niesamodzielnych, a także reprezentowanie Polski na forum ONZ w Grupie Ekspertów ONZ ds. Nazw Geograficznych.

## Historia instytucji
Komisja została utworzona w 1973 r. pod nazwą Komisja Standaryzacji Nazw Geograficznych Świata z inicjatywy Instytutu Geografii Polskiej Akademii Nauk przy Ministerstwie Nauki, Szkolnictwa Wyższego i Techniki. W 1984 r. zmieniono jej nazwę na Komisję Standaryzacji Nazw Geograficznych poza Granicami Polski. W okresie od czerwca 1985 r. do maja 1987 r. działalność Komisji była zawieszona. Komisja działała do listopada 1997 roku.
W marcu 2000 r. została ona powołana na nowo, tym razem przy Głównym Geodecie Kraju w resorcie Ministerstwa Spraw Wewnętrznych i Administracji, a działanie rozpoczęła we wrześniu 2000 r. po tym, jak Główny Geodeta Kraju powołał jej skład.
Po reformie administracji, w czerwcu 2000 r. Komisja, wraz z Głównym Geodetą Kraju, znalazły się w resorcie Ministerstwa Rozwoju Regionalnego i Budownictwa, a w marcu 2001 r. kolejny raz uległa zmianie nazwa komisji, na obecną formę.
W październiku 2001 r. nastąpiło przeniesienie Głównego Geodety Kraju, a zatem i Komisji do resortu Ministerstwa Infrastruktury, które od października 2005 r. istniało pod nazwą Ministerstwa Transportu i Budownictwa. 5 maja 2006 Ministerstwo Transportu i Budownictwa zostało zlikwidowane i Komisja znalazła się przy nowo powołanym Ministerstwie Budownictwa. Od 24 lutego 2007 nadzór nad Głównym Geodetą Kraju sprawował minister spraw wewnętrznych i administracji, a od 18 listopada 2011 – minister administracji i cyfryzacji.

## Podstawa prawna działalności
- Ustawa z dnia 17 maja 1989 r. Prawo geodezyjne i kartograficzne
- Rozporządzenie Ministra Spraw Wewnętrznych i Administracji z dnia 24 marca 2000 r. w sprawie trybu i zakresu działania Państwowej Rady Geodezyjnej i Kartograficznej i Komisji Standaryzacji Nazw Geograficznych poza Granicami Polski oraz zasad wynagradzania ich członków (Dz.U. z 2000 r. nr 26, poz. 316)
- Rozporządzenie Ministra Spraw Wewnętrznych i Administracji z dnia 24 czerwca 2009 r. zmieniające rozporządzenie w sprawie trybu i zakresu działania Państwowej Rady Geodezyjnej i Kartograficznej i Komisji Standaryzacji Nazw Geograficznych poza Granicami Polski oraz zasad wynagradzania ich członków (Dz.U. z 2009 r. nr 107, poz. 897)

## Członkowie Komisji
Członkami Komisji są językoznawcy, geografowie, kartografowie, przedstawiciele urzędów administracji państwowej i wojska. Wśród członków znajdują się m.in. profesorowie: Andrzej Czerny, Janusz Gołaski, Romuald Huszcza, Andrzej Markowski, Andrzej Pisowicz, Ewa Wolnicz-Pawłowska (zaś wśród byłych członków: Stanisław Alexandrowicz, Janusz Danecki, Jerzy Kondracki, Lech Ratajski).

### Przewodniczący Komisji
- Lech Ratajski – przewodniczący w latach 1973–1977
- Jerzy Kondracki – przewodniczący w latach 1978–1985 oraz 1987-1997
- Maksymilian Skotnicki – przewodniczący od 4 września 2000 do 26 lutego 2007
- Ewa Wolnicz-Pawłowska – p.o. przewodniczącego od 27 lutego 2007 do 21 marca 2007
- Waldemar Rudnicki – przewodniczący od 21 marca 2007 do 7 listopada 2012
- Ewa Wolnicz-Pawłowska – przewodnicząca od 7 listopada 2012[3] do 20 listopada 2019[4]
- Maciej Zych – przewodniczący od 20 listopada 2019

## Publikacje nazewnicze
- Nazwy geograficzne jednostek polityczno-administracyjnych świata, Biuletyn Geograficzny PTG, 1952, nr 1
- Polskie nazwy geograficzne ważniejszych miast liczących ponad 100 tys. mieszkańców, Biuletyn Geograficzny PTG, 1952, nr 4
- Polskie nazwy geograficzne jednostek administracyjnych I rzędu, Biuletyn Geograficzny PTG, 1953, nr 7
- Polskie nazwy geograficzne oceanów, mórz, zatok i cieśnin, Biuletyn Geograficzny IG PAN, 1953, z. 1
- Polskie nazwy geograficzne wysp, półwyspów i przylądków świata. Cz. I, Biuletyn Geograficzny IG PAN, 1954, z. 2
- Polskie nazwy geograficzne. Nazwy miast Europy (bez ZSRR) liczących od 50 do 100 tys. mieszkańców, Biuletyn Geograficzny IG PAN, 1954, z. 3
- Polskie nazwy geograficzne. Cz. II. Nazwy hydrograficzne (jeziora, rzeki, kanały) i orograficzne (góry, wyżyny, niziny, szczyty, przełęcze) Europy (bez ZSRR), Biuletyn Geograficzny IG PAN, 1954, z. 5
- Polskie nazwy geograficzne. Cz. III. Nazwy hydrograficzne i orograficzne ZSRR, Biuletyn Geograficzny IG PAN, 1954, z. 8
- Nazwy miast Azji i ZSRR od 50–100 tys. mieszkańców oraz nazwy narodów, narodowości i grup plemiennych ZSRR, Biuletyn Geograficzny IG PAN, 1954, z. 10
- Nazwy fizjograficzne (hydrograficzne: jeziora, rzeki, kanały i uedy, oraz orograficzne: góry, szczyty, przełęcze, wyżyny, niziny, pustynie, wybrzeża i krainy pobrzeżne) Azji (bez ZSRR), Dokumentacja Geograficzna, 1955, z. 1
- Nazwy fizjograficzne Afryki i miasta Afryki od 50 do 100 tys. mieszk, Dokumentacja Geograficzna, 1955, z. 4
- Nazwy fizjograficzne Grenlandii, Ameryki Północnej i Środkowej oraz nazwy miast od 50 do 100 tys. mieszkańców dla Ameryki Północnej, Środkowej, Południowej, Australii i Nowej Zelandii, Dokumentacja Geograficzna, 1955, z. 7
- Nazwy fizjograficzne Ameryki Południowej, Australii i Oceanii, Antarktydy oraz nazwy fizjograficzne mórz i oceanów świata, Dokumentacja Geograficzna, 1955, z. 8
- Nazwy narodowości, plemion i grup językowych świata (bez ZSRR), Dokumentacja Geograficzna, 1955, z. 12
- Nazewniczy zeszyt uzupełniający (nazwy fizjograficzne, miasta, jednostki administracyjne, poprawki do materiałów zawartych w poprzednich zeszytach), Dokumentacja Geograficzna, 1956, z. 2
- Polskie nazewnictwo geograficzne świata, 1959
- Wykaz nazw państw w Europie i ZSRR, 1975 – opublikowane w Dzienniku Urzędowym Ministerstwa Nauki, Szkolnictwa Wyższego i Techniki jako Zarządzenie nr 1/75 Ministra Nauki, Szkolnictwa Wyższego i Techniki z dnia 8 stycznia 1975 r. w sprawie ustalenia brzmienia nazw miejscowości i obiektów geograficznych znajdujących się poza granicami Polskiej Rzeczypospolitej Ludowej (Dz. Urz. MNSzWiT 1975 nr 2, poz. 6)
- Wykaz nazw państw pozaeuropejskich, 1977 – opublikowane w Dzienniku Urzędowym Ministerstwa Nauki, Szkolnictwa Wyższego i Techniki jako Zarządzenie nr 17 Ministra Nauki, Szkolnictwa Wyższego i Techniki z dnia 19 kwietnia 1977 r. zmieniające zarządzenie w sprawie ustalenia brzmienia nazw miejscowości i obiektów geograficznych znajdujących się poza granicami Polskiej Rzeczypospolitej Ludowej (Dz. Urz. MNSzWiT 1977 nr 4, poz. 13)
- List of the most important Polish exonyms for Europe (without USSR), 1982
- Wykaz nazw państw świata, 1986 – opublikowany w Dzienniku Urzędowym Ministerstwa Nauki i Szkolnictwa Wyższego jako Zarządzenie nr 22 Ministra Nauki i Szkolnictwa Wyższego z dnia 22 sierpnia 1986 r. w sprawie ustalenia wykazu nazw miejscowości i obiektów geograficznych znajdujących się poza granicami Polski (Dz. Urz. MNiSzW 1986 nr 8, poz. 32)
- Problemy standaryzacji nazw geograficznych. Przegląd Zagranicznej Literatury Geograficznej z. 1, 1989
- The Polish Toponymic Guidelines, 1993
- Polskie nazwy geograficzne świata. Część I. Europa (bez Europy Wschodniej), 1994
- Polskie nazwy geograficzne świata. Część III. Afryka, Ameryka Północna, Ameryka Południowa, Australia i Oceania, Antarktyka, 1994
- Polskie nazwy geograficzne świata. Część IV. Oceany i morza, 1994
- Polskie nazwy geograficzne świata. Część II. Europa Wschodnia i Azja, 1996
- Nazwy państw świata, ich stolic i mieszkańców, 1997
- Słownik terminów używanych przy standaryzacji nazw geograficznych, 1998
- Toponymic Guidelines of Poland for Map Editors and Other Users. Second Revised Edition, 1999
- Zbieranie i opracowywanie nazw geograficznych. Przewodnik toponimiczny. Część I Zbieranie nazw w terenie, 2002
- Toponymic Guidelines of Poland for Map Editors and Other Users. Third Revised Edition, 2002
- Польское топонимическое руководство для издателей карт и других потребителей, 2002
- Nazwy państw świata, ich stolic i mieszkańców, 2003
- Zbieranie i opracowywanie nazw geograficznych. Przewodnik toponimiczny. Część II Opracowanie językowe nazw, 2003
- Zbieranie i opracowywanie nazw geograficznych. Przewodnik toponimiczny. Część III. Stosowanie i rozmieszczanie napisów na mapach, 2004
- Nazewnictwo geograficzne świata. Zeszyt 1. Ameryka, Australia i Oceania, 2004
- Nazewnictwo geograficzne świata. Zeszyt 2. Bliski Wschód, 2004
- Nazewnictwo geograficzne świata. Zeszyt 3. Afryka, 2004
- Nazewnictwo geograficzne świata. Zeszyt 4. Azja Południowa, 2005
- Nazewnictwo geograficzne świata. Zeszyt 5. Azja Środkowa i Zakaukazie, 2005
- Nazewnictwo geograficzne świata. Zeszyt 6. Białoruś, Rosja, Ukraina, 2005
- Nazwy państw, 2006
- Nazewnictwo geograficzne świata. Zeszyt 7. Azja Południowo-Wschodnia, 2006
- Nazewnictwo geograficzne świata. Zeszyt 8. Antarktyka, 2006
- Nazewnictwo geograficzne świata. Zeszyt 9. Azja Wschodnia, 2006
- Nazwy państw świata, ich stolic i mieszkańców, 2007
- Nazewnictwo geograficzne świata. Zeszyt 10. Morza i oceany, 2008
- Nazewnictwo geograficzne świata. Zeszyt 11. Europa, Część I, 2009
- Nazewnictwo geograficzne świata. Zeszyt 12. Europa, Część II, 2010
- Polski przewodnik toponimiczny dla redaktorów map i innych użytkowników, 2010
- Urzędowy wykaz nazw państw i terytoriów niesamodzielnych, 2011
- Urzędowy wykaz polskich nazw geograficznych świata. Warszawa: 2013. ISBN 978-83-254-1988-2. Brak numerów stron w książce